# اسلات پاپ
اسلات پاپ (به انگلیسی: Slut Pop) سومین آلبوم چندآهنگه از خواننده-ترانه‌پرداز آلمانی کیم پتراس می‌باشد که در ۱۱ فوریهٔ سال ۲۰۲۲ از سوی آمیگو و ریپابلیک منتشر گردید.